# Campeonato Pan-Americano de Ginástica Rítmica de 2025
O Campeonato Pan-Americano de Ginástica Rítmica de 2025 nas categorias sênior e juvenil e o Torneio Pan-Americano de Ginástica Rítmica serão realizados em Assunção, Paraguai. As provas juvenis acontecerão de 22 a 25 de maio de 2025 e as provas sênior acontecerão de 30 de maio a 1 de junho de 2025. A competição é organizada pela Federação Paraguaia de Ginástica sob a supervisão da União Pan-Americana de Ginástica, e aprovada pela Federação Internacional de Ginástica.

## Programação
| - Quinta-feira, 22 de maio - 09:30 - 10:30 Qualificatória Individual Age Group (Arco e Bola) - 10:45 - 13:00 Qualificatória Individual Juvenil - Grupo A (Arco e Bola) - 14:00 Cerimônia de Abertura - 14:30 - 16:45 Qualificatória Individual Juvenil - Grupo B (Arco e Bola) - Sexta-feira, 23 de maio - 09:30 - 10:30 Qualificatória Individual Age Group (Maças e Fita) - 10:35 - 10:45 Cerimônia de Premiação por Equipes Age Group - 11:00 - 13:45 Qualificatória Individual Juvenil - Grupo B (Maças e Fita) - 14:30 - 16:45 Qualificatória Individual Juvenil - Grupo A (Maças e Fita) - 16:55 - 17:10 Cerimônia de Premiação Individual Geral e por Equipes Juvenil - 18:00 - 19:00 Qualificatória Grupos Juvenil (5 Arcos) - Sábado, 24 de maio - 10:30 - 12:45 Finais por Aparelhos Individual Age Group - 12:55 - 13:10 Cerimônia de Premiação por Aparelhos Age Group - 14:30 - 15:40 Finais por Aparelhos Juvenil - Arco e Bola - 15:45 - 15:55 Cerimônia de Premiação por Aparelhos Individual Juvenil (Arco e Bola) - 17:00 - 18:00 Qualificatória Grupos Juvenil (5 Maças) - 18:10 - 18:20 Cerimônia de Premiação Grupos Geral Juvenil - Domingo, 25 de maio - 10:00 - 10:40 Final Grupos Juvenil - 5 Arcos - 11:00 - 12:10 Finais por Aparelhos Juvenil - Maças e Fita - 10:00 - 10:40 Final Grupos Juvenil - 5 Maças - 13:20 - 13:30 Cerimônia de Premiação por Aparelhos Individual e Grupos Juvenil (Maças e Fita, 5 Arcos e 5 Maças) | - Sexta-feira, 30 de maio - 10:30 - 12:10 Qualificatória Individual Sênior - Grupo A (Arco e Bola) - 14:30 - 16:10 Qualificatória Individual Sênior - Grupo B (Arco e Bola) - 17:30 - 18:30 Qualificatória Grupos Sênior (5 Fitas) - Sábado, 31 de maio - 10:30 - 12:10 Qualificatória Individual Sênior - Grupo B (Maças e Fita) - 14:00 - 15:40 Qualificatória Individual Sênior - Grupo A (Maças e Fita) - 15:00 Cerimônia de Premiação Individual Geral e por Equipes Sênior - 17:30 - 18:30 Qualificatória Grupos Sênior (3 Bolas + 2 Arcos) - 18:40 Cerimônia de Premiação Grupos Geral Juvenil - Domingo, 1 de junho - 10:00 - 10:30 Final Individual Sênior - Arco - 10:30 - 11:00 Final Individual Sênior - Bola - 11:10 - 11:50 Final Grupos Sênior - 5 Fitas - 12:00 Cerimônia de Premiação por Aparelos Individual e Grupos Sênior (Arco e Bola, 5 Fitas) - 12:30 - 13:00 Final Individual Sênior - Maças - 13:00 - 13:30 Final Individual Sênior - Fita - 13:40 - 14:20 Final Grupos Sênior - 3 Bolas + 2 Arcos - 14:40 Cerimônia de Premiação por Aparelos Individual e Grupos Sênior (Maças e Fita, 3 Bolas + 2 Arcos) |

## Medalhistas

### Sênior
| Evento            | Ouro | Prata                                                                                                  | Bronze |
| ----------------- | --- | --- | --- |
| Individual        | | | |
| Equipes           | Estados Unidos · Megan Chu · Rin Keys                                                                                   | Brasil · Bárbara Domingos · Geovanna Santos                                                            | Canadá · Carmel Kallemaa · Pin Rong Lee · Suzanna Shahbazian                                                              |
| Geral             | Rin Keys | Bárbara Domingos                                                                                       | Geovanna Santos |
| Arco              | Megan Chu | Geovanna Santos                                                                                        | Bárbara Domingos |
| Bola              | Rin Keys | Bárbara Domingos                                                                                       | Megan Chu |
| Maças             | Rin Keys | Bárbara Domingos                                                                                       | Geovanna Santos |
| Fita              | Megan Chu | Rin Keys                                                                                               | Bárbara Domingos |
| Grupo             | | | |
| Geral             | Brasil · Julia Kurunczi · Keila Santos · Lavínia Silvério · Maria Fernanda Moraes · Marianne Giovacchini · Rhayane Brum | Canadá · Audrey Lu · Dina Burak · Elise Ghosh · Elizabet Piskunov · Jana Aleman · Margaret Kuts        | Estados Unidos · Alaini Spata · Anastasia Slipets · Annabella Hantov · Goda Balsys · Greta Pavilonyte · Natalia Ye-Granda |
| 5 fitas           | Brasil · Julia Kurunczi · Keila Santos · Lavínia Silvério · Maria Fernanda Moraes · Marianne Giovacchini                | México · Adirem Tejeda · Ana Sofía Flores · Dalia Alcocer · Julia Irene Gutierrez · Karen Villanueva   | Estados Unidos · Alaini Spata · Annabella Hantov · Goda Balsys · Greta Pavilonyte · Natalia Ye-Granda                     |
| 3 bolas + 2 arcos | Brasil · Julia Kurunczi · Lavínia Silvério · Maria Fernanda Moraes · Marianne Giovacchini · Rhayane Brum                | Estados Unidos · Alaini Spata · Anastasia Slipets · Goda Balsys · Greta Pavilonyte · Natalia Ye-Granda | México · Ana Sofía Flores · Dalia Alcocer · Fernanda Salas · Julia Irene Gutierrez · Karen Villanueva                     |

### Juvenil
| Evento     | Ouro                                                                                               | Prata | Bronze |
| ---------- | -------------------------------------------------------------------------------------------------- | --- | --- |
| Individual | | | |
| Equipes    | Estados Unidos · Alicia Liu · Anna Filipp · Dawn Kim · Natalie de la Rosa                          | México · Ana Luisa Abraham · Mariann Estrada · Marijose Delgado | Canadá · Eva Cao · Kate Vetricean · Olivia Nguyen                                                            |
| Geral      | Natalie de la Rosa                                                                                 | Dawn Kim | Ana Luisa Abraham                                                                                            |
| Arco       | Natalie de la Rosa                                                                                 | Sarah Mourão | Ana Luisa Abraham                                                                                            |
| Bola       | Natalie de la Rosa                                                                                 | Ana Luisa Abraham | Dawn Kim |
| Maças      | Natalie de la Rosa                                                                                 | Anna Filipp | Ana Luisa Abraham                                                                                            |
| Fita       | Natalie de la Rosa                                                                                 | Sarah Mourão | Alicia Liu                                                                                                   |
| Grupo      | | | |
| Geral      | Brasil · Alice Neves · Amanda Manente · Andriely Cichovicz · Clara Pereira · Júlia Colere          | Estados Unidos · Alana Hirota · Katherine Roytman · Leyla Kukhmazova · Nina Keys · Sasha Kuliyev · Ziah Khan                                                                                           | México · Ana Carolina Martínez · Bárbara Ponce · Fernanda Ramírez · Jaydi Novelo · Martha Coldwell           |
| 5 arcos    | México · Ana Carolina Martínez · Bárbara Ponce · Fernanda Ramírez · Jaydi Novelo · Martha Coldwell | Brasil · Alice Neves · Amanda Manente · Andriely Cichovicz · Clara Pereira · Júlia Colere Estados Unidos · Alana Hirota · Katherine Roytman · Leyla Kukhmazova · Nina Keys · Sasha Kuliyev · Ziah Khan | Não premiado                                                                                                 |
| 5 maças    | México · Ana Carolina Martínez · Bárbara Ponce · Fernanda Ramírez · Jaydi Novelo · Martha Coldwell | Brasil · Alice Neves · Amanda Manente · Andriely Cichovicz · Clara Pereira · Júlia Colere | Estados Unidos · Alana Hirota · Katherine Roytman · Leyla Kukhmazova · Nina Keys · Sasha Kuliyev · Ziah Khan |

### Age Group
| Evento  | Ouro                                                    | Prata                                                    | Bronze                                        |
| ------- | ------------------------------------------------------- | -------------------------------------------------------- | --------------------------------------------- |
| Equipes | Estados Unidos · Valerie Magduk · Varvara Poniatovskaya | México · Alexa Hernandez · Arantza Diaz · Sofia Mai Ruiz | Canadá · Elenora Khristoforova · Emeline Hagi |
| Arco    | Varvara Poniatovskaya                                   | Melissa Varejão                                          | Emeline Hagi                                  |
| Bola    | Varvara Poniatovskaya                                   | Sofia Mai Ruiz                                           | Júlia Lorenzatto                              |
| Maças   | Valerie Magduk                                          | Júlia Lorenzatto                                         | Elenora Khristoforova                         |
| Fita    | Valerie Magduk                                          | Melissa Varejão                                          | Arantza Díaz                                  |

## Quadro de medalhas

### Geral
*   país anfitrião (Paraguai)
| Pos.               | País               | Ouro | Prata | Bronze | Total |
| ------------------ | ------------------ | ---- | ----- | ------ | ----- |
| 1                  | Estados Unidos     | 17   | 6     | 6      | 29    |
| 2                  | Brasil             | 4    | 12    | 5      | 21    |
| 3                  | México             | 2    | 5     | 6      | 13    |
| 4                  | Canadá             | 0    | 1     | 5      | 6     |
| Total (4 entradas) | Total (4 entradas) | 23   | 24    | 22     | 69    |

### Sênior
*   país anfitrião (Paraguai)
| Pos.               | País               | Ouro | Prata | Bronze | Total |
| ------------------ | ------------------ | ---- | ----- | ------ | ----- |
| 1                  | Estados Unidos     | 6    | 2     | 3      | 11    |
| 2                  | Brasil             | 3    | 5     | 4      | 12    |
| 3                  | Canadá             | 0    | 1     | 1      | 2     |
| 3                  | México             | 0    | 1     | 1      | 2     |
| Total (4 entradas) | Total (4 entradas) | 9    | 9     | 9      | 27    |

### Juvenil
*   país anfitrião (Paraguai)
| Pos.               | País               | Ouro | Prata | Bronze | Total |
| ------------------ | ------------------ | ---- | ----- | ------ | ----- |
| 1                  | Estados Unidos     | 6    | 4     | 3      | 13    |
| 2                  | México             | 2    | 2     | 4      | 8     |
| 3                  | Brasil             | 1    | 4     | 0      | 5     |
| 4                  | Canadá             | 0    | 0     | 1      | 1     |
| Total (4 entradas) | Total (4 entradas) | 9    | 10    | 8      | 27    |

### Age Group
*   país anfitrião (Paraguai)
| Pos.               | País               | Ouro | Prata | Bronze | Total |
| ------------------ | ------------------ | ---- | ----- | ------ | ----- |
| 1                  | Estados Unidos     | 5    | 0     | 0      | 5     |
| 2                  | Brasil             | 0    | 3     | 1      | 4     |
| 3                  | México             | 0    | 2     | 1      | 3     |
| 4                  | Canadá             | 0    | 0     | 3      | 3     |
| Total (4 entradas) | Total (4 entradas) | 5    | 5     | 5      | 15    |

## Resultados

### Sênior

#### Equipes
| Pos. | Nação          |        |        |        |        | Total   |
| ---- | -------------- | ------ | ------ | ------ | ------ | ------- |
| 1    | Estados Unidos | 58.550 | 56.250 | 57.400 | 56.350 | 228.550 |
| 2    | Brasil         | 57.350 | 56.150 | 56.800 | 55.750 | 226.050 |
| 3    | Canadá         | 51.350 | 48.200 | 49.900 | 45.950 | 195.400 |
| 4    | México         | 50.850 | 47.000 | 47.850 | 43.450 | 189.150 |
| 5    | Argentina      | 50.000 | 47.350 | 47.200 | 40.900 | 185.450 |
| 6    | Venezuela      | 44.750 | 42.750 | 44.300 | 39.800 | 171.600 |
| 7    | Paraguai       | 45.500 | 41.500 | 42.200 | 41.100 | 170.300 |
| 8    | Colômbia       | 42.400 | 42.650 | 43.850 | 37.000 | 165.900 |
| 9    | Porto Rico     | 42.450 | 41.150 | 40.200 | 39.700 | 163.500 |
| 10   | Chile          | 39.850 | 40.450 | 40.950 | 38.000 | 159.250 |
| 11   | Guatemala      | 42.450 | 39.700 | 39.950 | 37.000 | 159.100 |
| 12   | Cuba           | 38.600 | 43.550 | 34.750 | 41.200 | 158.100 |
| 13   | Costa Rica     | 40.300 | 39.450 | 42.200 | 35.850 | 157.800 |
| 14   | El Salvador    | 42.000 | 36.250 | 39.400 | 35.550 | 153.200 |
| 15   | Bolívia        | 36.750 | 33.200 | 37.350 | 31.450 | 138.750 |

#### Individual geral
| Pos. | Ginasta                 | Nação          |        |        |        |        | Total   |
| ---- | ----------------------- | -------------- | ------ | ------ | ------ | ------ | ------- |
| 1    | Rin Keys                | Estados Unidos | 29.500 | 28.800 | 28.950 | 28.800 | 116.050 |
| 2    | Bárbara Domingos        | Brasil         | 29.000 | 27.800 | 28.450 | 28.150 | 113.400 |
| 3    | Geovanna Santos         | Brasil         | 28.350 | 28.350 | 28.350 | 27.600 | 112.650 |
| 4    | Megan Chu               | Estados Unidos | 29.050 | 27.450 | 28.450 | 27.550 | 112.500 |
| 5    | Suzanna Shahbazian      | Canadá         | 25.650 | 24.350 | 24.900 | 23.750 | 98.650  |
| 6    | Jimena Dominguez        | Venezuela      | 24.850 | 23.450 | 24.950 | 23.550 | 96.800  |
| 7    | Marina Malpica          | México         | 25.600 | 24.950 | 24.800 | 20.450 | 95.800  |
| 8    | Agostina Vargas Re      | Argentina      | 24.250 | 22.900 | 23.350 | 21.500 | 92.000  |
| 9    | Maria Daniella Gonzalez | Guatemala      | 24.550 | 21.350 | 23.800 | 21.000 | 90.700  |
| 10   | Olivia Martínez         | El Salvador    | 22.750 | 21.900 | 23.600 | 21.100 | 89.350  |
| 11   | Giuliana Cusnier        | Porto Rico     | 22.550 | 22.400 | 22.700 | 21.350 | 89.000  |
| 12   | Susana Dominguez        | Paraguai       | 23.200 | 20.250 | 23.000 | 20.650 | 87.100  |
| 13   | Gloriana Sánchez        | Costa Rica     | 21.350 | 22.250 | 23.200 | 19.950 | 86.750  |
| 14   | Isabela Rojas           | Cuba           | 22.550 | 23.100 | 18.750 | 21.550 | 85.950  |
| 15   | Maria del Mar Quiroga   | Colômbia       | 23.300 | 22.150 | 21.200 | 18.450 | 85.100  |
| 16   | Mayte Guzman            | Bolívia        | 22.850 | 17.450 | 24.250 | 18.600 | 83.150  |
| 17   | Emilia Soto             | Chile          | 17.950 | 18.600 | 20.650 | 18.150 | 75.350  |
| 18   | Alejandra Sanchez       | Venezuela      | 19.900 | 19.300 | 19.350 | 16.250 | 74.800  |
| 19   | Sol Solorzano           | El Salvador    | 19.250 | 14.350 | 15.800 | 14.450 | 63.850  |
| 20   | Lucerito Vargas         | Peru           | 12.850 | 16.900 | 18.900 | 14.500 | 63.150  |
| 21   | Ariana Croes            | Aruba          | 15.550 | 14.350 | 14.900 | 13.150 | 57.950  |
| 22   | Valentina Oros          | Bolívia        | 13.900 | 15.750 | 13.100 | 12.850 | 55.600  |

#### Arco
| Pos. | Ginasta             | Nação          | Nota D | Nota E | Nota A | Pen.  | Total  |
| ---- | ------------------- | -------------- | ------ | ------ | ------ | ----- | ------ |
| 1    | Megan Chu           | Estados Unidos | 12.800 | 7.850  | 7.650  | 0.100 | 28.200 |
| 2    | Geovanna Santos     | Brasil         | 12.400 | 7.700  | 7.950  |       | 28.050 |
| 3    | Bárbara Domingos    | Brasil         | 12.400 | 7.500  | 8.000  | 0.050 | 27.850 |
| 4    | Rin Keys            | Estados Unidos | 12.000 | 7.600  | 8.050  |       | 27.650 |
| 5    | Celeste D'Arcangelo | Argentina      | 11.100 | 7.050  | 7.350  |       | 25.500 |
| 6    | Marina Malpica      | México         | 11.300 | 6.800  | 7.150  | 0.050 | 25.200 |
| 7    | Carmel Kallemaa     | Canadá         | 10.500 | 7.200  | 7.150  | 0.050 | 24.800 |
| 8    | Suzanna Shahbazian  | Canadá         | 9.300  | 6.800  | 6.400  | 0.600 | 21.900 |

#### Bola
| Pos. | Ginasta             | Nação          | Nota D | Nota E | Nota A | Pen. | Total  |
| ---- | ------------------- | -------------- | ------ | ------ | ------ | ---- | ------ |
| 1    | Rin Keys            | Estados Unidos | 12.400 | 8.000  | 7.950  |      | 28.350 |
| 2    | Bárbara Domingos    | Brasil         | 11.800 | 7.800  | 7.950  |      | 27.550 |
| 3    | Megan Chu           | Estados Unidos | 11.700 | 7.650  | 7.800  |      | 27.150 |
| 4    | Geovanna Santos     | Brasil         | 10.700 | 7.700  | 8.000  |      | 26.400 |
| 5    | Celeste D'Arcangelo | Argentina      | 9.900  | 6.950  | 7.450  |      | 24.300 |
| 5    | Suzanna Shahbazian  | Canadá         | 9.900  | 6.950  | 7.450  |      | 24.300 |
| 7    | Marina Malpica      | México         | 9.300  | 6.600  | 7.200  |      | 23.100 |
| 8    | Pin Rong Lee        | Canadá         | 8.500  | 6.350  | 6.700  |      | 22.550 |

#### Maças
| Pos. | Ginasta            | Nação          | Nota D | Nota E | Nota A | Pen. | Total   |
| ---- | ------------------ | -------------- | ------ | ------ | ------ | ---- | ------- |
| 1    | Rin Keys           | Estados Unidos | 12.600 | 8.250  | 8.050  |      | 28.900  |
| 2    | Bárbara Domingos   | Brasil         | 12.500 | 7.650  | 7.900  |      | 28.050  |
| 3    | Geovanna Santos    | Brasil         | 12.100 | 7.800  | 7.950  |      | 27.850  |
| 4    | Megan Chu          | Estados Unidos | 12.400 | 7.600  | 7.700  |      | 27.700' |
| 5    | Suzanna Shahbazian | Canadá         | 11.400 | 7.250  | 7.500  |      | 26.150  |
| 6    | Marina Malpica     | México         | 10.800 | 7.750  | 7.100  |      | 25.650  |
| 7    | Carmel Kallemaa    | Canadá         | 10.500 | 7.650  | 7.000  |      | 25.150  |
| 8    | Jimena Dominguez   | Venezuela      | 10.400 | 6.750  | 7.050  |      | 24.200  |

#### Fita
| Pos. | Ginasta            | Nação          | Nota D | Nota E | Nota A | Pen. | Total  |
| ---- | ------------------ | -------------- | ------ | ------ | ------ | ---- | ------ |
| 1    | Megan Chu          | Estados Unidos | 12.400 | 8.000  | 7.950  |      | 28.350 |
| 2    | Rin Keys           | Estados Unidos | 11.800 | 7.800  | 8.050  |      | 27.650 |
| 3    | Bárbara Domingos   | Brasil         | 12.400 | 7.300  | 7.500  |      | 27.200 |
| 4    | Geovanna Santos    | Brasil         | 11.300 | 7.800  | 8.050  |      | 27.150 |
| 5    | Ledia Juarez       | México         | 10.100 | 7.250  | 7.300  |      | 24.650 |
| 6    | Suzanna Shahbazian | Canadá         | 9.300  | 6.800  | 7.650  |      | 23.750 |
| 7    | Carmel Kallemaa    | Canadá         | 9.000  | 6.950  | 7.300  |      | 23.250 |
| 8    | Jimena Dominguez   | Venezuela      | 8.900  | 6.950  | 6.900  |      | 22.750 |

#### Grupo geral
| Pos. | Nação          | 5      | 3 + 2  | Total  |
| ---- | -------------- | ------ | ------ | ------ |
| 1    | Brasil         | 22.700 | 24.300 | 47.000 |
| 2    | Canadá         | 18.700 | 22.500 | 41.200 |
| 3    | Estados Unidos | 16.450 | 22.150 | 38.600 |
| 4    | México         | 22.250 | 14.850 | 37.100 |
| 5    | Chile          | 16.750 | 20.200 | 36.950 |
| 6    | Colômbia       | 15.400 | 19.050 | 34.450 |
| 7    | Venezuela      | 13.100 | 15.850 | 28.950 |
| 8    | Argentina      | 16.450 | 12.450 | 28.900 |
| 9    | Guatemala      | 13.450 | 15.200 | 28.650 |
| 10   | Cuba           | 10.650 | 12.850 | 23.500 |

#### 5 fitas
| Pos. | Nação          | Nota D | Nota E | Nota A | Pen.  | Total  |
| ---- | -------------- | ------ | ------ | ------ | ----- | ------ |
| 1    | Brasil         | 11.400 | 4.750  | 6.600  | 0.600 | 22.150 |
| 2    | México         | 9.600  | 4.350  | 6.500  | 0.100 | 20.350 |
| 3    | Estados Unidos | 9.000  | 4.250  | 6.750  | 0.100 | 19.900 |
| 4    | Canadá         | 7.600  | 3.950  | 6.000  |       | 17.550 |
| 5    | Chile          | 7.700  | 3.100  | 5.750  |       | 16.550 |
| 6    | Colômbia       | 7.700  | 3.150  | 5.550  |       | 16.400 |
| 7    | Argentina      | 6.800  | 3.800  | 5.500  | 0.100 | 16.000 |
| 8    | Guatemala      | 5.700  | 2.850  | 5.350  | 0.100 | 13.800 |

#### 3 bolas + 2 arcos
| Pos. | Nação          | Nota D | Nota E | Nota A | Pen.  | Total  |
| ---- | -------------- | ------ | ------ | ------ | ----- | ------ |
| 1    | Brasil         | 12.400 | 7.100  | 7.550  |       | 27.050 |
| 2    | Estados Unidos | 12.200 | 6.850  | 7.000  | 0.050 | 26.000 |
| 3    | México         | 12.000 | 6.300  | 7.200  | 0.300 | 25.200 |
| 4    | Canadá         | 9.900  | 6.050  | 6.300  |       | 22.250 |
| 5    | Venezuela      | 9.200  | 6.050  | 5.500  |       | 20.750 |
| 6    | Chile          | 9.100  | 5.700  | 5.900  |       | 20.700 |
| 7    | Colômbia       | 7.900  | 5.450  | 5.400  |       | 18.750 |
| 8    | Guatemala      | 7.100  | 3.800  | 5.500  |       | 16.400 |

### Juvenil

#### Equipes
| Pos. | Nação                |  |  |  |  | Total   |
| ---- | -------------------- |  |  |  |  | ------- |
| 1    | Estados Unidos       |  |  |  |  | 252.000 |
| 2    | México               |  |  |  |  | 231.700 |
| 3    | Canadá               |  |  |  |  | 227.150 |
| 4    | Brasil               |  |  |  |  | 226.500 |
| 5    | Argentina            |  |  |  |  | 205.500 |
| 6    | Venezuela            |  |  |  |  | 204.150 |
| 7    | Chile                |  |  |  |  | 200.450 |
| 8    | Colômbia             |  |  |  |  | 199.000 |
| 9    | Equador              |  |  |  |  | 182.950 |
| 10   | Bolívia              |  |  |  |  | 182.000 |
| 11   | Costa Rica           |  |  |  |  | 177.850 |
| 12   | República Dominicana |  |  |  |  | 106.200 |

#### Individual geral
46 ginastas participaram da competição individual geral sem rodada de qualificação prévia. A seguir estão as 18 primeiras colocadas do geral. Embora várias ginastas por país pudessem competir em todos os quatro aparelhos, apenas um máximo de duas ginastas por país eram elegíveis para classificação.
| Pos. | Ginasta               | Nação          |        |        |        |        | Total   |
| ---- | --------------------- | -------------- | ------ | ------ | ------ | ------ | ------- |
| 1    | Natalie de la Rosa    | Estados Unidos | 26.750 | 25.200 | 26.400 | 24.550 | 102.900 |
| 2    | Dawn Kim              | Estados Unidos | 25.550 | 24.300 | 24.200 | 23.300 | 97.350  |
| 3    | Ana Luisa Abraham     | México         | 23.550 | 23.800 | 25.050 | 23.850 | 96.250  |
| 4    | Sarah Mourão          | Brasil         | 24.950 | 23.500 | 24.350 | 22.000 | 94.800  |
| 5    | Marijose Delgado      | México         | 24.400 | 22.050 | 23.750 | 21.850 | 92.050  |
| 6    | Kate Vetricean        | Canadá         | 22.800 | 22.600 | 23.800 | 21.900 | 91.100  |
| 7    | Olivia Nguyen         | Canadá         | 21.200 | 22.000 | 22.950 | 23.500 | 89.650  |
| 8    | Eva Cao               | Canadá         | 23.050 | 22.300 | 21.100 | 22.250 | 88.700  |
| 9    | Anna Julia Carvalho   | Brasil         | 21.900 | 21.900 | 20.250 | 20.250 | 84.300  |
| 10   | Catalina Neri         | Argentina      | 21.600 | 20.150 | 21.800 | 20.500 | 84.050  |
| 11   | Susana Valbuena       | Venezuela      | 21.700 | 18.650 | 22.350 | 21.150 | 83.850  |
| 12   | Ana Carolina de Conto | Paraguai       | 20.050 | 22.200 | 20.900 | 20.650 | 83.800  |
| 13   | Mariann Estrada       | México         | 22.050 | 19.750 | 21.350 | 19.350 | 82.500  |
| 14   | Melissa Parra         | Equador        | 20.700 | 20.350 | 21.300 | 19.900 | 82.250  |
| 15   | Matilde Trivique      | Chile          | 22.250 | 18.250 | 22.150 | 18.400 | 81.050  |
| 16   | Adriana Zuleta        | Colômbia       | 18.450 | 20.900 | 20.250 | 20.550 | 80.150  |
| 17   | Emma Ceballos Rapi    | Argentina      | 19.350 | 19.300 | 20.200 | 21.050 | 79.900  |
| 18   | Dhanna Castro         | Colômbia       | 18.000 | 19.150 | 21.900 | 19.500 | 78.550  |

#### Arco
| Pos. | Ginasta            | Nação          | Nota D | Nota E | Nota A | Pen. | Total  |
| ---- | ------------------ | -------------- | ------ | ------ | ------ | ---- | ------ |
| 1    | Natalie de la Rosa | Estados Unidos | 9.400  | 8.250  | 7.850  |      | 25.500 |
| 2    | Sarah Mourão       | Brasil         | 9.800  | 7.950  | 7.700  |      | 25.450 |
| 3    | Ana Luisa Abraham  | México         | 9.700  | 7.650  | 7.350  |      | 24.700 |
| 4    | Kate Vetricean     | Canadá         | 8.600  | 7.750  | 7.550  |      | 23.900 |
| 5    | Dawn Kim           | Estados Unidos | 8.300  | 7.550  | 7.350  |      | 23.200 |
| 6    | Eva Cao            | Canadá         | 8.500  | 7.150  | 7.150  |      | 22.800 |
| 7    | Marijose Delgado   | México         | 7.700  | 6.800  | 7.200  |      | 21.700 |
| 8    | Matilde Trivique   | Chile          | 7.700  | 6.550  | 6.150  |      | 20.400 |

#### Bola
| Pos. | Ginasta               | Nação          | Nota D | Nota E | Nota A | Pen.  | Total  |
| ---- | --------------------- | -------------- | ------ | ------ | ------ | ----- | ------ |
| 1    | Natalie de la Rosa    | Estados Unidos | 9.500  | 8.000  | 8.100  |       | 25.600 |
| 2    | Ana Luisa Abraham     | México         | 8.300  | 7.550  | 7.500  |       | 23.350 |
| 3    | Dawn Kim              | Estados Unidos | 7.600  | 7.300  | 7.300  |       | 22.200 |
| 4    | Sarah Mourão          | Brasil         | 8.000  | 7.100  | 7.300  | 0.300 | 22.100 |
| 5    | Eva Cao               | Canadá         | 7.500  | 7.100  | 7.200  |       | 21.800 |
| 6    | Marijose Delgado      | México         | 7.700  | 6.850  | 7.100  |       | 21.650 |
| 7    | Ana Carolina de Conto | Paraguai       | 6.400  | 6.600  | 7.150  |       | 20.150 |
| 8    | Kate Vetricean        | Canadá         | 6.900  | 6.550  | 7.000  | 0.300 | 20.150 |

#### Maças
| Pos. | Ginasta            | Nação          | Nota D | Nota E | Nota A | Pen.  | Total  |
| ---- | ------------------ | -------------- | ------ | ------ | ------ | ----- | ------ |
| 1    | Natalie de la Rosa | Estados Unidos | 10.100 | 8.150  | 8.100  |       | 26.350 |
| 2    | Anna Filipp        | Estados Unidos | 9.300  | 7.950  | 8.050  |       | 25.300 |
| 3    | Ana Luisa Abraham  | México         | 9.200  | 7.350  | 7.450  |       | 24.000 |
| 4    | Marijose Delgado   | México         | 8.300  | 6.800  | 6.950  |       | 22.050 |
| 5    | Olivia Nguyen      | Canadá         | 7.100  | 7.400  | 7.350  |       | 21.850 |
| 6    | Sarah Mourão       | Brasil         | 7.100  | 6.300  | 7.300  |       | 20.700 |
| 7    | Mariana Sartori    | Brasil         | 7.000  | 6.500  | 7.000  |       | 20.500 |
| 8    | Susana Valbuena    | Venezuela      | 6.600  | 6.600  | 6.800  | 0.300 | 19.700 |

#### Fita
| Pos. | Ginasta            | Nação          | Nota D | Nota E | Nota A | Pen.  | Total  |
| ---- | ------------------ | -------------- | ------ | ------ | ------ | ----- | ------ |
| 1    | Natalie de la Rosa | Estados Unidos | 9.700  | 7.850  | 7.950  | 0.300 | 25.200 |
| 2    | Sarah Mourão       | Brasil         | 9.100  | 7.650  | 7.800  | 0.050 | 24.500 |
| 3    | Alicia Liu         | Estados Unidos | 8.900  | 7.550  | 7.550  |       | 24.000 |
| 4    | Marijose Delgado   | México         | 8.700  | 7.550  | 7.550  |       | 23.800 |
| 5    | Olivia Nguyen      | Canadá         | 8.200  | 7.550  | 7.350  |       | 23.100 |
| 6    | Ana Luisa Abraham  | México         | 7.600  | 7.350  | 7.400  |       | 22.350 |
| 7    | Nicolle Zacchia    | Brasil         | 7.700  | 7.000  | 7.150  |       | 21.850 |
| 8    | Eva Cao            | Canadá         | 7.100  | 5.900  | 7.050  | 0.650 | 19.400 |

#### Grupo geral
| Pos. | Nação          | 5      | 5      | Total  |
| ---- | -------------- | ------ | ------ | ------ |
| 1    | Brasil         | 24.250 | 23.250 | 47.500 |
| 2    | Estados Unidos | 23.950 | 21.250 | 45.200 |
| 3    | México         | 19.950 | 22.150 | 42.100 |
| 4    | Canadá         | 20.550 | 20.650 | 41.200 |
| 5    | Chile          | 17.850 | 19.200 | 37.050 |
| 6    | Colômbia       | 16.350 | 16.050 | 32.400 |
| 7    | Venezuela      | 14.400 | 15.000 | 29.400 |
| 8    | Equador        | 14.400 | 15.000 | 29.400 |
| 9    | Paraguai       | 13.050 | 13.200 | 26.250 |
| 10   | Argentina      | 11.700 | 12.200 | 23.900 |

#### 5 arcos
| Pos. | Nação          | Nota D | Nota E | Nota A | Pen.  | Total  |
| ---- | -------------- | ------ | ------ | ------ | ----- | ------ |
| 1    | México         | 9.400  | 7.100  | 7.150  |       | 23.650 |
| 2    | Brasil         | 8.800  | 7.250  | 7.350  |       | 23.400 |
| 2    | Estados Unidos | 9.300  | 6.900  | 7.200  |       | 23.400 |
| 4    | Venezuela      | 6.600  | 6.700  | 6.350  |       | 19.650 |
| 5    | Canadá         | 7.600  | 5.600  | 6.250  | 0.300 | 19.150 |
| 6    | Chile          | 5.600  | 5.550  | 5.700  | 0.300 | 16.550 |
| 7    | Colômbia       | 4.500  | 5.100  | 5.450  | 0.300 | 14.750 |
| 8    | Equador        | 4.000  | 5.050  | 4.800  |       | 13.850 |

#### 5 maças
| Pos. | Nação          | Nota D | Nota E | Nota A | Pen.  | Total  |
| ---- | -------------- | ------ | ------ | ------ | ----- | ------ |
| 1    | México         | 9.200  | 7.150  | 7.700  |       | 24.050 |
| 2    | Brasil         | 8.700  | 7.050  | 7.400  |       | 23.150 |
| 3    | Estados Unidos | 8.000  | 7.500  | 7.550  |       | 23.050 |
| 4    | Canadá         | 7.700  | 6.550  | 7.000  | 0.050 | 21.200 |
| 5    | Venezuela      | 5.500  | 6.150  | 6.300  |       | 17.950 |
| 6    | Chile          | 5.600  | 5.900  | 6.400  |       | 17.900 |
| 7    | Colômbia       | 5.000  | 5.950  | 5.200  |       | 16.150 |
| 8    | Equador        | 4.100  | 3.800  | 4.650  | 0.300 | 12.250 |

### Age Group

#### Equipes
| Pos. | Nação          |        |        |        |        | Total  |
| ---- | -------------- | ------ | ------ | ------ | ------ | ------ |
| 1    | Estados Unidos | 23.600 | 22.750 | 20.650 | 23.850 | 90.850 |
| 2    | México         | 22.500 | 22.650 | 20.000 | 20.450 | 85.600 |
| 3    | Canadá         | 21.250 | 23.700 | 21.850 | 18.750 | 85.550 |
| 4    | Brasil         | 20.950 | 21.550 | 22.550 | 20.050 | 85.100 |
| 5    | Venezuela      | 21.150 | 20.200 | 21.550 | 18.650 | 81.550 |
| 6    | Argentina      | 18.550 | 21.550 | 19.400 | 18.400 | 77.900 |
| 7    | Chile          | 18.400 | 16.100 | 19.200 | 14.800 | 68.500 |
| 8    | Colômbia       | 18.500 | 16.400 | 16.050 | 16.400 | 67.350 |
| 9    | Paraguai       | 18.200 | 15.800 | 16.450 | 15.900 | 66.350 |
| 10   | Bolívia        | 17.600 | 17.400 | 14.500 | 13.950 | 63.450 |

#### Arco
| Pos. | Ginasta                   | Nação          | Nota D | Nota E | Nota A | Pen. | Total  |
| ---- | ------------------------- | -------------- | ------ | ------ | ------ | ---- | ------ |
| 1    | Varvara Poniatovskaya     | Estados Unidos | 8.500  | 7.750  | 7.500  |      | 23.750 |
| 2    | Melissa Varejão           | Brasil         | 7.900  | 7.150  | 7.450  |      | 22.500 |
| 3    | Emeline Hagi              | Canadá         | 7.500  | 6.850  | 6.300  |      | 20.650 |
| 4    | Anais Córdova             | Venezuela      | 6.500  | 6.900  | 7.150  |      | 20.550 |
| 5    | Catalina Ganino           | Argentina      | 6.300  | 6.550  | 6.700  |      | 19.550 |
| 6    | Sofía Mai Ruiz            | México         | 5.700  | 6.850  | 6.500  |      | 19.050 |
| 7    | Isabella Posada Rodriguez | Colômbia       | 5.300  | 5.650  | 5.950  |      | 16.900 |
| 8    | Trinidad Torres           | Chile          | 4.600  | 6.250  | 5.950  |      | 16.800 |

#### Bola
| Pos. | Ginasta               | Nação          | Nota D | Nota E | Nota A | Pen.  | Total  |
| ---- | --------------------- | -------------- | ------ | ------ | ------ | ----- | ------ |
| 1    | Varvara Poniatovskaya | Estados Unidos | 8.300  | 7.250  | 7.600  | 0.050 | 23.100 |
| 2    | Sofía Mai Ruiz        | México         | 7.300  | 7.200  | 7.000  |       | 21.500 |
| 3    | Júlia Lorenzatto      | Brasil         | 7.000  | 6.950  | 7.150  |       | 21.100 |
| 4    | Elenora Khristoforova | Canadá         | 7.200  | 6.200  | 6.600  |       | 20.000 |
| 5    | Fiorella Varesano     | Venezuela      | 6.500  | 6.500  | 6.650  |       | 19.650 |
| 6    | Stefania Ailen Garcia | Argentina      | 6.000  | 6.950  | 6.150  |       | 19.100 |
| 7    | Flavia Saucedo        | Bolívia        | 5.900  | 6.150  | 5.850  |       | 17.900 |
| 8    | Salome Gomez          | Colômbia       | 4.900  | 5.000  | 5.800  | 0.350 | 15.350 |

#### Maças
| Pos. | Ginasta               | Nação          | Nota D | Nota E | Nota A | Pen.  | Total  |
| ---- | --------------------- | -------------- | ------ | ------ | ------ | ----- | ------ |
| 1    | Valerie Magduk        | Estados Unidos | 8.100  | 7.450  | 7.300  | 0.100 | 22.750 |
| 2    | Júlia Lorenzatto      | Brasil         | 8.200  | 6.950  | 7.200  |       | 22.350 |
| 3    | Elenora Khristoforova | Canadá         | 7.600  | 7.250  | 7.050  |       | 21.900 |
| 4    | Alexa Hernández       | México         | 6.200  | 6.850  | 7.150  |       | 20.200 |
| 5    | Fiorella Varesano     | Venezuela      | 6.500  | 6.450  | 6.750  |       | 19.700 |
| 6    | Catalina Ganino       | Argentina      | 6.500  | 6.400  | 6.450  |       | 19.350 |
| 7    | Abigail Riquelme      | Paraguai       | 6.400  | 6.250  | 6.400  |       | 19.050 |
| 8    | Amanda Carreño        | Chile          | 5.500  | 6.450  | 7.050  |       | 19.000 |

#### Fita
| Pos. | Ginasta               | Nação          | Nota D | Nota E | Nota A | Pen.  | Total  |
| ---- | --------------------- | -------------- | ------ | ------ | ------ | ----- | ------ |
| 1    | Valerie Magduk        | Estados Unidos | 7.700  | 6.850  | 7.100  |       | 21.650 |
| 2    | Melissa Varejão       | Brasil         | 8.000  | 6.200  | 7.300  |       | 21.500 |
| 3    | Arantza Díaz          | México         | 7.600  | 6.350  | 7.150  |       | 21.100 |
| 4    | Emeline Hagi          | Canadá         | 6.900  | 6.050  | 7.000  |       | 19.950 |
| 5    | Anais Córdova         | Venezuela      | 5.900  | 5.450  | 6.450  |       | 17.800 |
| 6    | Stefania Ailén Garcia | Argentina      | 6.100  | 5.350  | 6.300  |       | 17.750 |
| 7    | Salome Gomez          | Colômbia       | 3.800  | 5.650  | 5.750  |       | 15.200 |
| 8    | Abigail Riquelme      | Paraguai       | 4.000  | 4.600  | 5.900  | 0.300 | 14.200 |

## Países participantes
- Argentina
- Aruba
- Bolívia
- Brasil
- Canadá
- Chile
- Colômbia
- Costa Rica
- Cuba
- El Salvador
- Equador
- Estados Unidos
- Guatemala
- México
- Paraguai
- Peru
- Porto Rico
- República Dominicana
- Venezuela